# Трейл-Крік (Індіана)
Трейл-Крік (англ. Trail Creek) — місто (англ. town) в США, в окрузі Лапорт штату Індіана. Населення — 2060 осіб (2020).

## Географія
Трейл-Крік розташований за координатами 41°41′47″ пн. ш. 86°51′20″ зх. д. / 41.69639° пн. ш. 86.85556° зх. д. (41.696272, -86.855478).  За даними Бюро перепису населення США в 2010 році місто мало площу 3,14 км², уся площа — суходіл.

## Демографія
Згідно з переписом 2010 року, у місті мешкали 2052 особи в 885 домогосподарствах у складі 585 родин. Густота населення становила 654 особи/км².  Було 933 помешкання (297/км²).
Расовий склад населення:
| - 91,2 % — білих - 5,5 % — чорних або афроамериканців - 0,6 % — азіатів - 0,2 % — корінних американців - 1,2 % — осіб інших рас |

До двох чи більше рас належало 1,3 %. Частка іспаномовних становила 3,3 % від усіх жителів.
За віковим діапазоном населення розподілялося таким чином: 19,4 % — особи молодші 18 років, 59,4 % — особи у віці 18—64 років, 21,2 % — особи у віці 65 років та старші. Медіана віку мешканця становила 46,5 року. На 100 осіб жіночої статі у місті припадало 101,6 чоловіків;  на 100 жінок у віці від 18 років та старших — 94,9 чоловіків також старших 18 років.
Середній дохід на одне домашнє господарство  становив 71 823 долари США (медіана — 68 148), а середній дохід на одну сім'ю — 81 156 доларів (медіана — 74 250). Медіана доходів становила 55 921 долар для чоловіків та 40 344 долари для жінок. За межею бідності перебувало 9,6 % осіб, у тому числі 14,6 % дітей у віці до 18 років та 7,4 % осіб у віці 65 років та старших.
Цивільне працевлаштоване населення становило 1018 осіб. Основні галузі зайнятості: освіта, охорона здоров'я та соціальна допомога — 27,3 %, роздрібна торгівля — 16,3 %, виробництво — 16,1 %.